# Szatmári Lajos (jogász)
Szatmári Lajos (Budapest, 1922. július 27. – Budapest, 1973. május 16.) magyar jogász, egyetemi tanár, a jogtudományok kandidátusa (1961).

## Kutatási területe
A szocialista államigazgatás felelősségi és büntető rendszerének elméleti megalapozásával foglalkozott.

## Életpályája
1947-ben szerzett jogi diplomát. 1964-től a budapesti tudományegyetem állam- és jogtudományi kara államigazgatási jogi tanszékén dolgozott. 1969-ben egyetemi tanárrá nevezték ki. Részt vett jogszabályok kidolgozásában is. A Hazafias Népfront budapesti bizottságában és a Fővárosi Tanács államigazgatási és jogi bizottságában is dolgozott. 

## Főbb művei
- Az államigazgatási jog rendszere (Tanulmányok az állam és a jog kérdései köréből, Bp., 1953);
- A területi önkormányzat egyes kérdései a Horthy-rendszerben (Tanulmányok a Horthy-korszak államáról és jogáról, Bp., 1958);
- Az államigazgatási személyzet képzése és továbbképzése a világ országaiban (Berényi Sándorral, Bp., 1970);
- A nagyvárosi agglomerációk és az államigazgatási rendszer a világ országaiban (Berényi Sándorral és Szalay Józseffel, Bp., 1973).